# جورج رگاس
جورج رگاس (انگلیسی: George Regas؛ ۱۹ نوامبر ۱۸۹۰ – ۱۳ دسامبر ۱۹۴۰) یک بازیگر سینما اهل یونان بود. 
از فیلم‌ها یا برنامه‌های تلویزیونی که وی در آن نقش داشته است می‌توان به زندگی بنگال لانسر، ورجینیا سیتی، ماجراهای شرلوک هولمز، بو ژست، فصل باران آمد، زنده‌باد ویا!، چهار مرد و یک نیت خیر، گران کاناریا، رز ماری، بو ژست اشاره کرد.